# ماريانا فالفيردي
ماريانا فالفيردي هي عالمة اجتماع كندية، ولدت في 1955.

## وصلات خارجية
- الموقع الرسمي